# Charles Swain
Charles Swain, född 16 januari 1885, död 9 februari 1974, var en australisk friidrottare. Han deltog vid olympiska sommarspelen 1908.